# Marietje was bang voor water en zeep
Marietje was bang voor water en zeep is een gedicht uit 1951 van Annie M.G. Schmidt dat voorkwam in de verzamelbundel de Spin Sebastiaan met allerlei gedichten en verhalen van de schrijfster.

## Samenvatting van het gedicht
Marietje van Dalen uit Kreukelendamme was een meisje dat er niet van hield om zich te wassen en haar haar te kammen omdat ze 
niet hield van water en van zeep. Ze stelde het wassen alsmaar uit tot later. Haar nagels knippen daar was ze nog veel banger voor en daarom bleven haar nagels maar groeien.
Na verloop van tijd werd ze steeds viezer en leek wel op een varken.
Haar moeder kwam elke ochtend met water, zeep en een kam, maar dan ging ze tekeer en begon te gillen of iemand haar levend wilde villen. Haar moeder werd boos en riep: dan blijf je maar altijd vuil!
Maar ga dan maar weg en kom nooit meer terug want dan ben je mijn kleine meisje niet meer.
De vieze Marietje van Dalen liep van huis weg en ging zwerven. Ze zat onder de modder en had vuile vlekken op haar wangen.
Haar kleren leken wel een struikgewas en op haar hals groeide gras. Tot ze helemaal bedekt was door het gras en ze onherkenbaar als meisje geworden was. Uiteindelijk groeide ze vast in de grond waar ze net als een boom op het weiland stond.
De vogeltjes bouwden een nest in haar haren en ze veranderde langzamerhand in een boom met takken en bladeren. Marietje van Dalen was nu geen meisje meer maar een boom.

## Gedachte achter het gedicht
Aan het eind van het gedicht wordt de vraag gesteld wat er gebeurt met meisjes die bang zijn voor water en zeep, die worden allemaal een boom. De boodschap van de schrijfster is dus duidelijk: meisjes moeten zich goed wassen om geen boom te worden.

## Trivia
De plaatsnaam Kreukelendamme is door de schrijfster verzonnen om te kunnen rijmen op kammen en bestaat dus niet echt.